# Loxostegopsis polle
Loxostegopsis polle is een vlinder uit de familie van de grasmotten (Crambidae), uit de onderfamilie van de Spilomelinae. De wetenschappelijke naam van deze soort is voor het eerst voorgesteld door Harrison Gray Dyar Jr. in een publicatie uit 1917.
De soort komt voor in de Verenigde Staten.